# Markovics Ferenc
Markovics Ferenc (Cegléd, 1936. november 10. – Budapest, 2019. december 8.) Balázs Béla-díjas magyar fotóművész, fotóriporter, érdemes és kiváló művész.

## Életpályája
Markovics Ferenc és Wessely Gabriella házasságából született. 1955-től kiállító művész volt. 1966-tól a Photographic Society of America tagja volt. 1969–1986 között a Mafilm standfotósa volt. 1968-tól Magyar Fotóművész Szövetség tagja, 1986 óta pedig elnökségi tagja volt. 1977-től a Magyar Alkotóművészek Országos Egyesülete (MAOE) tagja, 1992–1997 között pedig választmányi tagja volt. 1986–1990 között a Film Színház Muzsika című képes hetilapnál dolgozott, mint művészeti és képszerkesztő. 1991–1995 közötti időszakra a Magyar Fotóriporterek Kamarája alelnökévé választotta. 1994–1995 között a Reform magazin képszerkesztőjeként működött. 2001–2006 között a Sajtófotó Alapítvány kuratóriumának elnöke, 2003-tól a Hungart elnökségi tagja volt.

## Egyéni kiállításai
- 1981, 1993, 2001, 2006, 2009, 2011 Budapest
- 1988 Monor
- 1990, 1994 Cegléd
- 1991 Székesfehérvár, Kecskemét, Debrecen, Szekszárd, Békéscsaba
- 1997 Dunakeszi
- 1998 Kapolcs

## Könyvei
- Az Országház (1980-1981)
- Az Ország Háza (1985)
- Országházi nézelődő (1985)
- Markovics Ferenc; szerk., bev. Gera Mihály; Intera, Budapest, 1998 (Fényképtár)
- A Baba utcai ház; Magyar Fotóművészek Szövetsége, Budapest, 2002
- Fények és tények. Ötven éves a Magyar Fotóművészek Szövetsége; MFSZ–Folpress, Budapest, 2006
- Volt egyszer egy filmgyár... Mafilm–sztori, 1976-2000 (2006)
- Kresz Albert–Markovics Ferenc–Tóth József: Fotó hátország jeles katonái; HUNGART Vizuális Művészek Közös Jogkezelő Társasága Egyesület, Budapest, 2011
- Magyar művészek; Artphoto Galéria, Budapest, 2014 (Közelkép)
- Rögzítőshow; szerzői, Budapest, 2011
- Baranyi Ferenc–Markovics Ferenc: Alkonyati zsoltár; Kossuth, Budapest, 2019
- Aprójószág; magánkiadás, Budapest, 2019
- Munkácsi & Munkácsi; szöveg Kincses Károly, Markovics Ferenc; Magyar Fotográfiai Múzeum–Magyar Fotográfiai Szaksajtó Alapítvány, Kecskemét–Budapest, 1996 (A magyar fotográfia történetéből)

## Fotói
- Szerelem (1966)
- Gobbi Hilda színművésznő (1968)
- Árkádiai liget 2. (1979)
- Árkádiai liget 5.-7. (1979)
- Árkádiai liget 9. (1979)
- Árkádiai liget 13. (1979)
- Szabóky Zsolt (2004)

## Filmjei
- Szerelmesfilm (1970)
- Macskajáték (1972)
- Bolond és szörnyeteg (1973)
- Idegen arcok (1974)
- Azonosítás (1976)
- Rózsa Sándor (1979)
- Csontváry (1980)
- Szívzűr (1981)
- Köszönöm, megvagyunk (1981)
- A zsarnok szíve, avagy Boccaccio Magyarországon (1981)
- Visszaesők (1983)
- Boszorkányszombat (1984)
- Uramisten (1985)
- Valaki figyel (1985)
- Képvadászok (1986)
- Sülve-főve (1991)
- A mi szerelmünk (2000)
- Röpirat a magyar fotóművészet helyzetéről (2007)

## Díjak, elismerések (válogatás)
- Székely Aladár-díj (1968, 1971)
- Balázs Béla-díj (1986)
- Érdemes művész (1999)
- a sajtófotó-pályázat díja (2001)
- Életmű-díj MFSZ (2006)
- MAOE 2008. évi Fotóművészeti Nagydíja (2008)
- Kiváló művész (2012)